# George Brown (Politiker, 1756)
George Brown (* 1756 in South Kingstown, Colony of Rhode Island and Providence Plantations; †  1836) war ein US-amerikanischer Politiker. In den Jahren 1799 und 1800 war er Vizegouverneur des Bundesstaates Rhode Island.
Über George Brown gibt es kaum verwertbare Quellen. Sein Leben liegt weitgehend im Dunkeln. Er lebte zumindest zeitweise im Washington County in Rhode Island, wo er auch geboren wurde. In den Jahren 1799 und 1800 war er an der Seite von Arthur Fenner Vizegouverneur seines Staates.  Dabei war er Stellvertreter des Gouverneurs und Vorsitzender des Staatssenats. Danach verliert sich seine Spur wieder. Er starb im Jahr 1836 an einem nicht überlieferten Ort. Mit seiner Frau Hanna (1756–1823) hatte er zwei Kinder.